# Aeroporto Internazionale di Puebla
L'Aeroporto Internazionale di Puebla intitolato ai Hermanos Serdán (codice IATA: PBC ; codice ICAO: MMPB) è un aeroporto messicano che si trova vicino al villaggio di Huejotzingo, 23 chilometri a nord-ovest della città di Puebla, detta anche Puebla de los Ángeles (in italiano: Puebla degli Angeli).
Serve anche come aeroporto alternativo per Città del Messico, poiché fa parte del sistema degli aeroporti metropolitani che comprende l'aeroporto della capitale del Messico, Toluca, Cuernavaca e Querétaro.
Nel 2007 l'aeroporto internazionale di Puebla ha ricevuto 445 800 passeggeri, mentre per il 2008 ne ha ricevuti 551 000, secondo i dati pubblicati dall'Operadora Estatal degli aeroporti.